# Nowokrzepice
Nowokrzepice (daw. Krzepice Nowe) – dawne miasto (1788–1810), obecnie fizycznie niespójna część miasta Krzepice.

## Układ urbanistyczny
Krzepice Nowe stanowią odrębną jednostkę urbanistyczną od Krzepic właściwych (Starych), z którymi połączone są niezabudowaną drogą, przecinającą rzekę Liswartę. Położone są w odległości 1 km od rynku starokrzepickiego. Krzepice Nowe mają mało rozbudowany układ urbanistyczny, usytuowany wokół kwadratowego rynku.

## Historia
Krzepice Nowe otrzymały prawa miejskie w 1788 r. W 1808 r. miasto liczyło 519 mieszkańców (50% Żydów), podczas gdy Krzepice Stare były dwa razy większe i były zamieszkane prawie wyłącznie przez chrześcijan. W 1808 r. należały do powiatu częstochowskiego w departamencie kaliskim w Księstwie Warszawskim. Prawa miejskie Krzepice Nowe utraciły w 1810 roku w związku z połączeniem ich z sąsiednimi Krzepicami Starymi w jedno miasto o nazwie Krzepice.